# 阿莫斯·基普鲁托
阿莫斯·基普鲁托（Amos Kipruto，1992年9月16日—）是一名肯尼亚长跑运动员。
他在2019年世界田径锦标赛上赢得了一枚奖牌。他获得了代表肯尼亚参加2020年夏季奥林匹克运动会的资格。